# Severokavkazské jazyky
Severokavkazské jazyky předpokládanou jazykovou rodinou kavkazských jazyků, kterou by mohly tvořit rodiny severozápadokavkazská a severovýchodokavkazská spolu se zaniklými jazyky churitsko-urartejskými.
Spekuluje se o příbuznosti s baskičtinou, sinotibetskými jazyky, jenisejskými jazyky, případně jazyky na-dené, s nimiž by mohly severokavkazské jazyky tvořit kmen (též makrorodinu) tzv. dené-kavkazských jazyků, tento názor však není obecně přijímán.

## Dělení
- severozápadokavkazské jazyky (např. abchazština, adygejština)
- alarodské jazyky
  - severovýchodokavkazské jazyky (např. avarština, čečenština, inguština)
  - churitsko-uraratské jazyky (†)